# Jacques Cornet
Pour les articles homonymes, voir Cornet.
Jacques Cornet, né le 13 janvier 1924 à Lyon où il est mort le 14 février 1999, était un pilote français de raids automobiles, exclusivement en Citroën 2CV (sauf Dyane 6 en 1968).

## Biographie
Jacques Cornet est né à Lyon le 13 janvier 1924, décédé dans la même ville le 14 février 1999.
Il a accompli sept périples à travers le monde durant un total de trois années et demie de son existence, répartis sur quinze ans entre 1953 et 1968 pour une somme kilométrique de près de cinq fois et demie la circonférence terrestre, l'Océanie et l'Antarctique étant les deux seuls continents non visités par son véhicule.
Ses itinéraires de 1953, 1960 et 1964 ont donné lieu à des conférences-débats à partir de ses propres films et documents sonores. Il a créé "Connaissances du Monde" et en effet, il a animé jusque dans les années 90, des conférences/débats à la suite des projections de ses films et parcourait ainsi la France et les pays francophones une grande partie de l'année, aussi longtemps que sa santé lui a permis. Ses films étant des aventures typiques de pionnier, sa présence lors d'une séance était l'occasion unique de l'entendre raconter des épisodes et souvenirs savoureux et truculents qui n’étaient pas dans le film.
Le récit de l'excursion sud-américaine de 1953 a également été traduit l'année suivante en espagnol (2 Hombres, 2 Hp., 2 Continentes) et en anglais (Journey to the land of fire).

## Expéditions

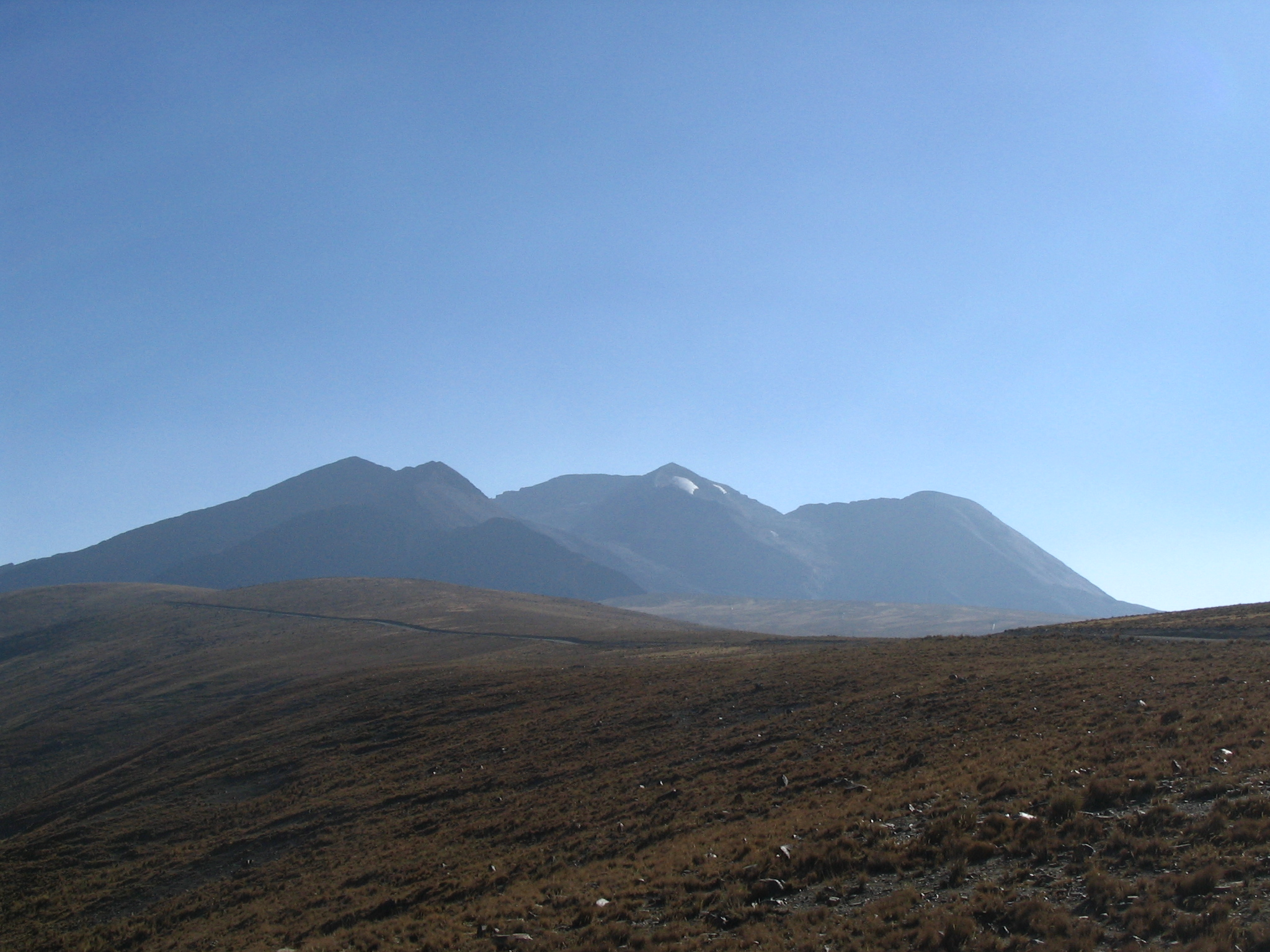
Le Chacaltaya (Bolivie).

- 1953 : voyage à travers les Amériques et le Sahara avec Henri Lochon - un an;
- 1955 : voyage New York-Mexico avec Henri Lochon - trois mois;
- 1956 : voyage Paris-Tokyo-Paris avec Georges Kihm - neuf mois;
- 1960 : voyage Égypte-Soudan-Éthiopie avec son épouse, Paule - six mois;
- 1964-65 : voyage argentin en solitaire - six mois;
- 1967 : voyage iranien avec Emmanuel Broquet - deux mois;
- 1968 : voyage Iran-Afghanistan avec Emmanuel Broquet - cinq mois.

## Records mondiaux
- 1953 (1er novembre) : véhicule non transporté le plus élevé (5 395 mètres, Mont Chacaltaya, valide durant plus d'un demi-siècle) ;
- 1953 (31 décembre) : véhicule non transporté le plus austral (Terre de Feu).

## Distinction
- 1957 : premier Prix "Tour du Monde" en 2CV, pour son trajet 1956.

## Discographie
- Argentine (documents folkloriques recueillis et enregistrés) (45T EP, éd. BAM, 1964);
- Afghanistan (documents sonores recueillis et enregistrés) (45T EP, éd. BAM, 1968);
- Iran (enregistrements recueillis) (45T, éd. Alvarès);
- Au soleil des Incas (33T, éd. LE MONDE EN MUSIQUE, 1980);

## Filmographie
- Découverte d'épaves romaines en Sicile (compilation de ses plongées sous-marines localement entre 1960 et 1963);
- Argentine, pays de pampas et de gauchos (conférences Connaissance du Monde, 1964);
- Pérou, au soleil des Incas (conférences Connaissance du Monde, 1980);
- Égypte des Pharaons (conférences Connaissance du Monde, 1993, avec Fernand Brunel);
- Pollution en Méditerranée (coréalisé avec Max Guérout, série Océanox, FR3 Méditerranée, Delta Image et Métaphore production, 1998 - VHS (26 min); avec les commentaires du Professeur Nardo Vicente);
- L'épave du Magenta (coréalisé avec Max Guérout avec la participation du GRAN -Groupe de Recherche en Archéologie Navale-, FR3 Méditerranée et Métaphore production, 1999 - VHS (27 min); à propos de la frégate cuirassée coulée au large de Toulon en 1875).